# Diervoort
Diervoort, est un lieu-dit situé dans la commune de Wijchen, dans la Gueldre néerlandaise. Il est également le nom d'une importante ferme fromagère qui s'y trouve et qu'il est possible de visiter en voiture hippomobile.
Il s'y trouve également l'odonyme Diervoortseweg (chemin de Diervoort).
Selon Sir Hereward Wake et William Francis Deedes, Swift and Bold, The Story of the King's Royal Rifle Corps in the Second World War, 1939-1945, p. 291, où ce nom est cité erronément sous la graphie Dievoort, il s'agit d'un hameau composé de quelques maisons ("cluster of houses") et situé en Gueldre, (Pays-Bas), à quelques kilomètres au sud-est de Nimègue. Ce nom est inscrit avec gloire dans les annales de ce régiment.
Remarquons toutefois que l'orthographe exacte en est Diervoort dont l'étymologie signifiant « gué pour animaux » est différente de celle de Dievoort, dont l'étymologie d'origine celtique Divoritum, désigne un « gué sacré ».